# صلیبک (سرده)
صلیبک (نام علمی: Crucianella) نام یک سرده از تیره روناسیان است.

## نگارخانه

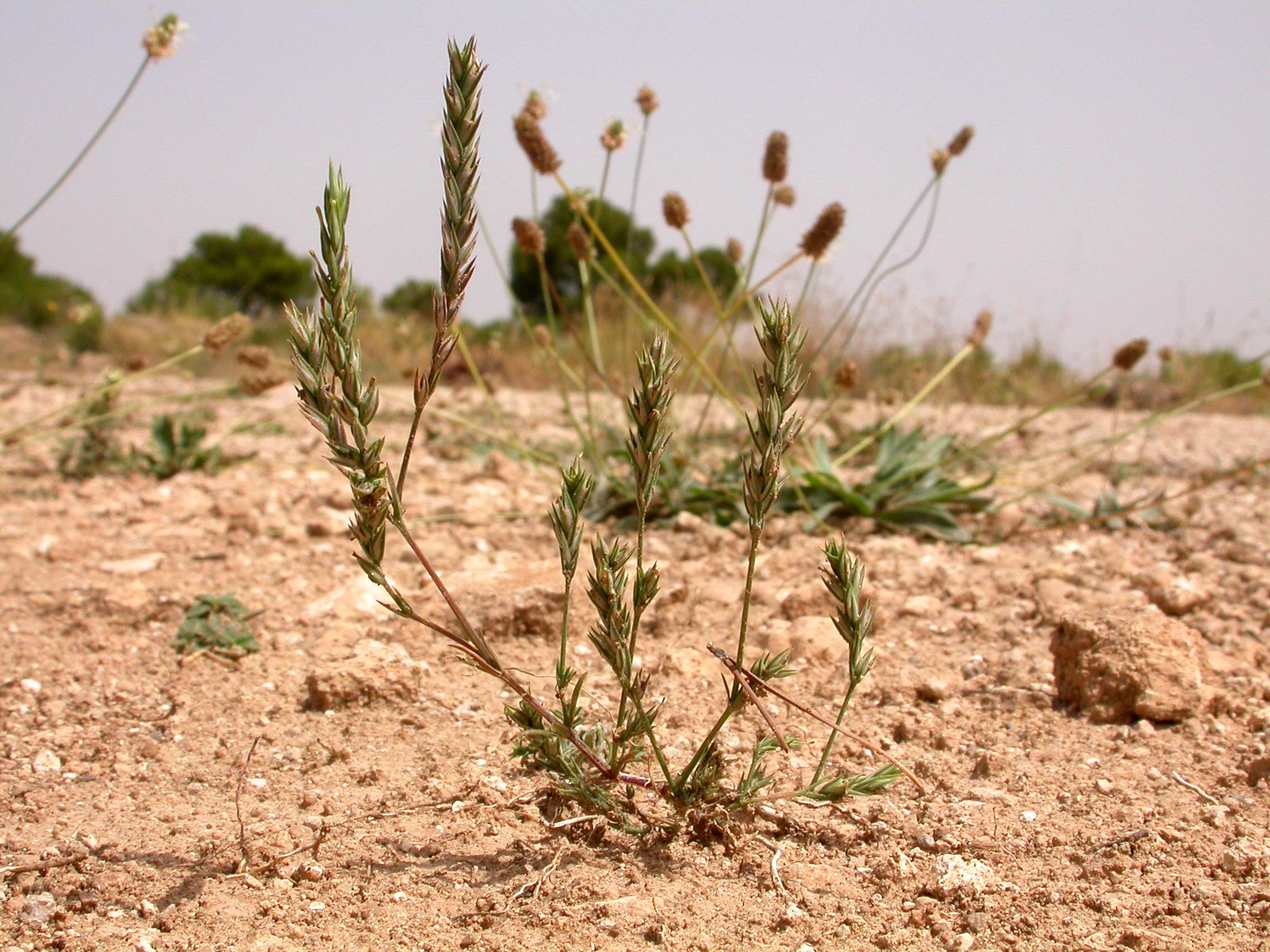